# Apocalypto
Apocalypto je epski film Mela Gibsona iz 2006. smješten u razdoblje propasti civilizacije Maja. Film opisuje putovanje domoroca koji mora pobjeći i spasiti svoju obitelj nakon što su zarobili i pobili njegovo pleme.
U filmu nastupaju američki domoroci, a dijalozi su na njihovu originalnom jeziku.

## Radnja
Film počinje citatom Willa Duranta: "Velika civilizacija nije pokorena dok se ne uništi sama iznutra."
Loveći tapira u srednjoameričkoj džungli, Jaguarova Šapa (Rudy Youngblood), njegov otac Kremeno Nebo (Morris Birdyellowhead) i ostali iz njihova plemena nailaze na skupinu traumatiziranih i preplašenih izbjeglica. Vođa skupine im objasni da im je zemlja opustošena i zamoli dopuštenje Kremenog Neba za prolaz kroz džunglu. Nakon što su se Jaguarova Šapa i njegovi drugovi iz plemena vratili u svoje selo, otac kaže svom sinu da se strah skupine koju su zatekli ne preseli i u njega. U noći, starješina sela ispriča legendu o čovjeku koji nikako ne uspijeva ostvariti ono što želi iako ima dar svih životinja. Seljani prate priču uz glazbu i ples, ostavljajući Jaguarovu Šapu zamišljena.
Sljedećeg jutra, Jaguarova Šapa se budi iz noćne more i ugleda strance kako ulaze u selo i počinju paliti kolibe. Agresori prevođeni Zero Wolfom napadaju i zarobljavaju seljane. Jaguarova Šapa se iskrade zajedno sa svojom trudnom ženom Sedam (Dalia Hernandez) i malim sinom. Spušta ih lijanom u mali bunar kako bi ih sakrio. Vraća u selo kako bi se suprotstavio agresorima, ali biva zarobljen s ostatkom plemena. Napadač kojeg je napao umalo pogiba, zli Srednje Oko (Gerardo Taracena), prereže vrat Kremenom Nebu dok Jaguarova Šapa nemoćno gleda. Prije nego što su napadači napustili selo sa zarobljenicima, jedan sumnjičavi agresor odreže lijanu koja vodi u bunar, zarobivši tako Jaguarovu ženu i sina. Napadači i njihovi zarobljenici polaze na put prema gradu Maja tijekom čega ugledaju porušene šume, propale usjeve kukuruza, robove koji proizvode vapno te bolesne i umiruće. Mala bolesna djevojčica proriče da će čovjek koji nosi jaguara dovesti napadače onima koji će uništiti zemlju i dokrajčiti njihov svijet. U gradskim predgrađima zarobljenice se prodaju kao roblje, a muškarce se odvodi na vrh stepenaste piramide. Visoki svećenik žrtvuje nekoliko zarobljenika odsjekavši im glave nakon što im je izvadio srce koje još kuca. Nakon što je Jaguarova Šapa trebao biti žrtvovan, pomrčina sunca zaustavlja svećenikovu ruku. Svećenik uzvikuje kako je bog sunca Kulkulkan zadovoljan žrtvama. Pomrčina prolazi, a svjetlo se vraća u svijet.
Zero Wolf, kojem je svećenik rekao da se "riješi" ostalih zarobljenika, ih odvodi na čistinu. Zarobljenike puštaju u parovima te su prisiljeni pretrčati dužinu polja kako bi osvojili slobodu. Napadači ih gađaju kopljima, strelicama i praćkama dok trče. Jaguarova Šapa biva pogođen strijelom u abdomen, ali dolazi do kraja polja gdje uklanja vršak strelice. Sin Zero Wolfa, Odrezana Stijena, prilazi kako bi ga dokrajčio bodežom, ali Jaguarova Šapa okreće nož na njega i zarije mu oštricu u vrat. Dok Odrezana Stijena krvari uz očevu utjehu koji ga šalje na drugi svijet, Jaguarova Šapa bježi kroz propali kukuruz i otvorenu masovnu grobnicu. Razjareni Zero Wolf i njegovi ljudi se daju u potjeru za njim u džunglu i natrag prema Jaguarovom domu. Putem, jednog od napadača ubija crni jaguar kojeg je uznemirio Jaguarova Šapa. U bijegu skače niz veliki vodopad i preživljava uzviknuvši iz podnožja kako su napadači sada na njegovu teritoriju.
Napadači Zero Wolfa upadaju u zamke same šume i one koje im postavlja Jaguarova Šapa. Počinje velika kiša koja počinje poplavljivati bunar u kojem se nalaze Jaguarova žena i dijete. Jaguarova Šapa prebije Srednje Oko u obračunu jedan na jedan i ubija Zero Wolfa odvevši ga u zamku koja je služila za lov na tapire. Progone ga preostala dvojica napadača do plaže gdje ugledaju četvrtu ekspediciju Kristofora Kolumba koja dolazi na kopno čamcima. Čuđenje napadača omogućuje Jaguarovoj Šapi da pobjegne. Vraća se u šumu kako bi izvukao svoju ženu i sina iz udubine gdje se skrivaju. Vraća se u trenutak kako bi spasio obitelj i ugleda kako mu je žena rodila zdravog drugog sina. Kako obitelj prolazi pokraj obale, žena upita kakvi su to čudni predmeti pokraj obale. Jaguarova Šapa odvraća kako samo "dovode ljude". Odlaze u dubinu šume "kako bi potražili novi početak", ostavljajući usidrene Španjolce.

## Produkcija

### Scenarij
Scenarist i producent Farhad Safinia upoznao je redatelja Mela Gibsona dok je radio kao asistent tijekom postprodukcije Pasije. Kasnije su Gibson i Safinia našli vremena da razgovaraju o "svojoj zajedničkoj ljubavi prema filmovima i što ih uzbuđuje tijekom njihovih snimanja." Safinia naglašava:
Počeli smo razgovarati koji nas filmovi uzbuđuju i što bismo htjeli raditi sljedeće, a najviše smo vremena proveli razgovarajući o žanru akcijske potjere. Ti razgovori kasnije su postali kostur Apocalypta. Htjeli smo unijeti nešto novo u taj žanr, ne nešto u tehnološkom smislu nego ga ogoliti do njegove najintenzivnije forme, što je čovjek koji bježi u borbi za svoj život, a u isto vrijeme vratiti se nečemu što je njemu važno.
Gibson je rekao da su htjeli "razdrmati ustajali pustolovno-akcijski žanr" za koji je mislio da u njemu dominira digitalna tehnologija i klišejizirani likovi te stvoriti potjeru koja bi "izgledala kao automobilska potjera s mnoštvom preokreta."
Gibson i Safinia bili su i zainteresirani za prikaz i istraživanje antičke kulture onakve kakva je ona bila prije dolaska Europljana. Dvojba je bila Asteci ili Maje, ali su se na kraju odlučili za Maje zbog visoke razvijenosti i konačnog uništenja. Safinia primjećuje:
Maje su nam bili daleko zanimljviji. Možeš izabrati civilizaciju koja je krvožedna, ili možeš prikazati civilizaciju Maja koja je bila tako razvijena s neizmjernim poznavanjem medicine, arheologije i građevine .... ali isto tako biti sposoban da zagrebeš ispod površine i prikažeš ritualne pokolje koje su prakticirali. To je mnogo zanimljiviji svijet za istraživati zašto i što im se dogodilo.
Dvojac je istraživao povijest drevnih Maja, proučavao legende o nastanku i uništenju, uključujući svete tekstove kao što je Popul Vuh. U audio komentaru na prvom DVD izdanju, Safinia kaže da je priča starog šamana modificirana iz autentične srednjoameričke priče koja je prevedena na jezik yucatanskih Maja. Kako su istraživali tekst, Safinia i Gibson su putovali u Gvatemalu, Kostariku i Yucatán kako bi skautirali lokacije za snimanje i posjetili ruševine civilizacije Maja.
Tražeći što veću povijesnu utemeljenost, producenti su angažirali konzultanta, Richarda D. Hansena, specijalista za Maje, asistenta arheologije na Sveučulištu u Idahu, te direktora Mirador Basin Projecta, sve u svrhu očuvanja gvatemalskih prašuma i ostataka majanske civilizacije. Gibson je komentirao Hansenovu ulogu u projektu:
Richardov entuzijazam je zarazan. Riješio nam je dvojbe i uvjerio nas da ono što pišemo ima autentičnosti, kao i imaginacije.
Gibson je poznat po upotrebi neobičnih jezika na filmu, jer je već koristio aramejski i latinski u svom religijskom blockbusteru Pasija. U Apocalyptu dijalog je u cijelosti na jeziku jukatanskih Maja. Gibson objašnjava:
Mislim da slušanje drugog jezika omogućava publici da u potpunosti zaboravi na vlastitu stvarnost i da se uvuče u svijet filma. I što je još važnije, ovo još više naglašava vizualno iskustvo koje je na neki način univerzalni jezik srca.

### Glumci
Mel Gibson je izabrao skupinu glumaca koji su svi bili iz Mexico Cityja ili one koji su potomci domorodačkog stanovništva iz Kanade i SAD-a. Za redatelja je bilo važno da "ovi likovi budu uvjerljivi kao domoroci iz pretkolumbovske epohe." Neki od najmlađih i najstarijih članova glumačke postave bili su Maje koji nisu poznavali nijedan drugi jezik osim majanskog te nikad nisu vidjeli visoke zgrade.
Gibson je objasnio da je htio angažirati nepoznate glumce kako bi mogli igrati određene mitske tipove a da ih publika ne povezuje s prijašnjim ulogama. "U smislu glumčke postave uvijek imate mnogo izbora. Možete ići protiv određenog tipa, ili obrnuto. U ovom sam išao točno na arhetipski izbor zbog nejasnog narječja i neobičnog razdoblja u koje je priča smještena." Osim glavnih glumaca, za neke je scene bilo potrebno 700 statista.

### Kostimi i šminka
Produkcijska ekipa sastojala se od velike skupine vizažista i kostimografa koji su radili zajedno kako bi prikazali drevni izgled Maja na velikom broju glumaca. Predvođeni Aldom Signorettijem, vizažisti su svaki dan nanosili tetovaže, ožiljke i razne umetke svim glumcima koji su se pojavljivali na ekranu. Prema riječima savjetnika Richarda D. Hansena, izbori za šminku tijela temeljeni su na umjetničkoj slobodi i povijesnim činjenicama.
Simon Atherton, engleski izrađivač oklopa i oružja koji je radio s Gibsonom na Hrabrom srcu, ovaj put je angažiran da izradi majansko oružje. Gibson je dao Athertonu da odigra fratra s križom koji se pojavljuje na brodu na kraju filma.

### Scenografija
Redatelj Mel Gibson je da u Apocalyptu setovi budu sa stvarnim građevinama, a ne digitalno stvorene slike. Većina stepenastih piramida koje se mogu vidjeti u gradu Maja bili su modeli koje je sagradio Thomas E. Sanders (Hrabro srce, Spašavanje vojnika Ryana). Sanders je objasnio svoj pristup riječima, "Htjeli smo sagraditi svijet Maja, ali nismo htjeli snimiti dokumentarac. Vizualno, htjeli smo nešto što će ostaviti najjači dojam. Kao i u Hrabrom srcu, hodate po liniji povijesti i filma. Naš posao je snimiti prekrasan film."
Dok je većina arhitektonskih detalja majanskog grada točna, one su izmiješane iz raznih lokacija i era. Bila je to odluka koju je Farhad Safinia opravdao estetskim razlozima. Dok se Apocalypto odvija u postklasičnom periodu, središnja piramida iz filma dolazi iz klasičnog perioda, koje je završilo 900. godine. Nadalje, hramovi su u obliku kao oni u Tikalu iz klasičnog perioda, ali dekorirane u Puuc stilu sjeverozapadnog Yucatana od nekoliko stoljeća kasnije. Richard D. Hansen je objasnio, "Ništa iz postklasičnog razdoblja ne može se usporediti po veličini i veličanstvenošću piramida prikazanih u filmu. Ali Gibson ... je pokušao prikazati luksuz, bogatstvo, potrošnju resursa.""

### Snimanje
Gibson je snimao Apocalypto uglavnom u Catemacou u San Andres Tuxtli i Paso de Ovejasu u meksičkoj državi Veracruz. Scena s vodopadom snimljena je na pravom vodopadu zvanom Salto de Eyipantla koji se nalazi u San Andres Tuxtli. Pomoćne ekipe snimale su u El Petenu u Gvatemali i Velikoj Britaniji. Film je originalno trebao biti premijerno prikazan 4. kolovoza 2006., ali je Touchstone Pictures odgodio izdanje za 8. prosinca zbog velikih kiša i dva uragana koji su omeli snimanje u Meksiku.
U filmu se pojavljuje nekoliko životinja, uključujući tapira i crnog jaguara. Animacija i lutke su korištene samo u scenama opasnim po životinje.

### Distribucija i marketing
Dok je Mel Gibson financirao film preko svog Icon Picturesa, Disney je potpisao ugovor za distribuciju u zamjenu za honorar na određenim tržištima. Reklamiranje je počelo s trailerom iz prosinca 2005. koji je snimljen prije pravog snimanja i prije nego što je Rudy Youngblood dobio ulogu Jaguarove Šape. Gibson je kao šalu ubacio subliminalni cameo bradatog redatelja u kariranoj košulji s cigaretom koja mu visi iz usta koji stoji pokraj skupine prašinom prekrivenih Maja. Obrijani Gibson je snimio i segment na majanskom jeziku za uvod u dodjelu Oscara 2006. u kojem je odbio domaćinstvo scečanosti. 23. rujna 2006. Gibson je prikazao nedovršeni film američkim Indijancima u državi Oklahoma, u Riwerwind Casinu u Goldsbyju i na Sveučilištu Cameron u Lawtonu. Film je prikazao i 24. rujna u Austinu u Teksasu zajedno sa zvijezdom filma Rudyjem Youngbloodom. Zbog oduševljene reakcije gledatelja, Disney je počeo prikazivati film u više od 2 500 kina u Sjedinjenim Državama.

## Teme
Prema riječima Mela Gibsona, smještaj radnje filma u svijet Maja je metafora za mnogo univerzalniju priču i istraživanju "civilizacija i onog što ih potkopava."
Iako nije izravno izražena u filmu, pozadina opisanim događajima je propast civilizacije Maja, koju su producenti istraživali prije pisanja scenarija. Prema riječima povjesničara Michaela D. Coea, "Civilizacija Maja u Srednjoj Americi dosegnula je svoj vrhunac u ranom osmom stoljeću, ali je morala sadržavati sjeme vlastitog uništenja. Ovo je zasigurno bila jedna od najvećih društvenih i demografskih katastrofa u povijesti čovječanstva." Coe navodi "okolišni kolaps" kao jedan od glavnih uzroka propasti velikog carstva, zajedno s "udomaćenim ratovanjem", "porastom stanovništva" i "sušom". "Postoje dokazi za masovna krčenja šuma i erozije diljem cijele Srednje Amerike. Majanska apokalipsa, takva kakva već jest, sigurno je imala ekološke korijene", objašnjava Coe. Korozivne sile iskvarenosti ilustrirane su u specifičnim scenama tokom cijelog filma. Neumjerena potrošnja može se vidjeti u rastrošnom životnom stilu bogatijih Maja; njihovo ogromno bogatstvo u suprotnosti je s bolesnima, iznimno siromašnima i porobljenima. Uništavanje prirode prikazano je u eksploataciji prirodnih resursa kao što su pretjerano krčenje zemlje i njezina obrada, ali i kroz odnos prema ljudima, obiteljima i cijelim plemenima koji se smatraju resursima za porobljavanje i prodaju. Film prikazuje robove koji su prisiljeni raditi vapno koje prekriva njihove hramove, čin koji neki povjesničari smatraju ključnim elementom u propasti njihove civilizacije. Jedan izračun kaže kako je potrebno pet tona prašumskog drveta kako bi se napravila jedna tona živog vapna. Savjetnik za povijest Richard D. Hansen objašnjava, "Pronašao sam jednu piramidu u El Miradoru za čiju je izgradnju bilo potrebno 650 hektara stabala samo kako bi se jedna građevina pokrila vapnom ... Stvaranjem jedne epske konstrukcije... nastala je velika prirodna devastacija."
Producenti su htjeli da se ovaj prikaz Maja odnosi na sadašnje društvo. Problemi "s kojima su se Maje suočili slični su onima s kojima se suočava naša civilizacija", rekao je scenarist Safinia tijekom produkcije, "posebno kad dođe do velikog prirodnog zagađenja, pretjerane rastrošnosti i političke korupcije." Sam Gibson je rekao kako je film pokušaj da se ilustriraju paralele između velikog propalog carstva iz prošlosti i velikih carstava sadašnjosti. "Ljudi misle da je moderni čovjek tako prosvijetljem, ali smo mi podložni istim silama - no sposobni smo za isto ako herojstvo i izvrsnost." Film je prema Hansenovim riječima kulturna kritika, "društveni iskaz" - slanje poruke da nikad nije pogreška propitivati svoje vlastite pretpostavke o moralnosti."
No, Gibson je rekao i kako je htio da film bude nosilac nade, a ne posve negativan. Dok njegov naslov, Apocalypto, na engleskom nosi konotacije uništenja, Gibson ga je definirao kao "novi početak ili otkriće - otkrivenje", rekao je. "Sve ima svoj početak i kraj i sve civilizacije su se povodile tim zakonom."

## Kritike
Film je u Sjedinjenim Državama objavljen 8. prosinca 2006. uz uglavnom pozitivne recenzije. Richard Roeper i gostujuća kritičarka Aisha Tyler u televizijskoj emisiji Ebert & Roeper dali su mu ocjenu "dva palca gore". Michael Medved dao je Apocalyptu četiri zvjezdice (od četiri) nazvavši ga "filmom potjere punim adrenalina" i "fantastičnim vizualnim iskustvom". Ukupno gledajući, na Rotten Tomatoesu su naveli kako je 116 od 178 recenzija bilo pozitivno, odnosno 65% pozitivnih.
Suprotno slutnjama da film neće biti dobro primljen u Meksiku, zabilježeno je više gledatelja od Parfem - povijest jednog ubojice i Rockyja Balboe. Film je čak srušilo rekorde gledanosti koje su držali Titanic i Posejdon. Prema anketama koje je proveo meksički list Reforma, 80% anketiranih Meksikanaca ocijenilo je film kao "vrlo dobar" ili "dobar".
Apocalypto je stekao neke velike obožavatelje u holivudskoj zajednici. Glumac Robert Duvall nazvao ga je "možda najbolji film koji sam gledao u posljednjih 25 godina." Redatelj Quentin Tarantino je rekao, "Mislim da je to remek-djelo. Vjerojatno film godine. Mislim da je najbolji umjetnički film godine."

## Kontroverze
Apocalypto je bio kritiziran zbog povijesnih netočnosti, zbog upitnih interpretacija povijesti i znanstvenih netočnosti. Scenarist i producent Safinia komentirao je takve navode riječima, "Posljednja odluka prije snimanja filma je, 'Što je prava ravnoteža između povijesne autentičnosti i vizualne uzbudljivosti?' Film je zabavno i uzbudljivo putovanje, zato se uvijek i snimao."

### Prikazi Maja
Apocalypto je bio kritiziran od velikog broja Čikanosa, kao i od antropologa i arheologa koji se bave majanskim studijama, koji su optuživali producente da film prikazuje društvo Maja kao užasno nasilno. U časopisu Archeology, antropologinja Tracy Ardi prigovara da Gibson "ponavlja, ovaj put u visokobudžetnom spektaklu, uvredljivu i rasističku primjedbu da su Maje bili brutalni jedni prema drugima još prije dolaska Europljana i da su i zaslužili, zapravo trebali, spašavanje. Ova ista ideja koristi se već 500 godina kako bi se opravdalo podjarmljivanje Maja". Slaže se da su žrtve bile sastavni dio života Maja, ali Gibsonov film smatra predrasudom jer "ne postoje dokazi o dostignućima u znanosti i umjetnosti, dubokoumnoj duhovnosti i vezi s poljoprivrednim ciklusima, ili građevinskim vještinama Maja."
No, neki Maje nisu bili uvrijeđeni filmom. Sara Zapata Mijares, predsjednica i osnivačica Federación de Clubes Yucatecos-USA, skupine jukateških Maja u Sjedinjenim Državama, nazvala ga je "sjajnim filmom", iako je dodala da je film "trebao imati malo više kulture. Trebao je pokazati malo više zašto su ove piramide izgrađene."
Nadalje, neki pisci smatrali su da je Gibsonov film o Majama vjerodostojniji nego neki drugi prikazi. Meksički novinar Juan E. Pardinas napisao je da "ova povijesna interpretacija ima nekih poveznica sa stvarnošću (...). Likovi Mela Gibsona sličniji su Majama s murala u Bonampaku nego onima koji se pojavljuju u meksičkim udžbenicima." "Prvi istraživači trudili su se razlikovati 'miroljubive' Maje i 'brutalne' kulture središnjeg Meksika", napisao je David Stuart u članku iz 2003. "Čak su se trudili reći kako je ljudska žrtva bila rijetka među Majama." Ali u rezbarijama i na muralima, kaže Stuart, "našli smo još neke i veće sličnosti između Asteka i Maja - ukljućujući majansku svečanost u kojoj je groteskno kostimirani svećenik prikazan kako čupa utrobu očigledno živoj ljudskoj žrtvi." Stuart je naveo i dokaze o dječjim žrtvama. Prije napada kritičara, Gibson je u intervjuu Sunday Timesu branio film:
"Nisam prikazao pola stvari o kojima sam čitao. Čitao sam o masovnim žrtvama: 20 000 ljudi žrtvovano je u četiri dana. U zadnjim godinama su bili zaneseni probadanjem genitalija i mučenjem ljudi. Na primjer, ako bi uhvatili kralja ili kraljicu iz drugog mjesta, ponižavali bi ih cijelo desetljeće. Odsjekli bi im usne, iščupali jezik, ne bi imali ni očiju ni ušiju. I da, odgrizli bi im prste. Frajer bi još bio živ, ali bi bio samo hrpa živčanih završetaka, zatim bi ga nakon devet godina smotali u loptu i bacili niz stepenice hrama dok se ne bi raspao."

### Žrtva i ropstvo
Stephen Houston, profesor antropologije na Sveučilištu Brown, ističe da je premisa filma, u kojoj Maje zarobljavaju obične ljude kako bi ih žrtvovali, netočna: žrtve su bili zarobljeni kraljevi, članovi kraljevske obitelji i drugo visoko plemstvo. No, MSN Encarta spominje odsjecanje glave visokog plemstva i vađenje srca robova i zarobljenika. Karl Taube, profesor antropologije na Sveučilištu California Riverside, prigovara na ogromnu jamu ispunjenu leševima zbog nedostatka dokaza o masovnim grobnicama te dodaje kako poljoprivredno društvo kao što su Maje ne bi dopustili da im se polje raspadajućih leševa nalazi uz usjeve. Richard D. Hansen naglašava da je to "pretpostavka", rekavši da je "sve što je Gibson htio postići je prikazati užas svega toga, bez obzira jesu li masovne grobnice postojale."
Taube isto tako prigovara zbog velikog broja robova, nečega za što nema dokaza. Edgar Martin del Campo je prigovorio da su majanski seljaci živjeli blizu gradova i ne bi bili "osupnuti" kad bi vidjeli jedan od njih. Zachary Hruby, sa Sveučilišta Riverside, žalio se zbog upotrebe jezika yucateških Maja, jer daje osjećaj autentičnosti filmu za koji kaže da je uzeo mnogo nesretnih sloboda s predmetom. Ove slobode uključuju: stil i broj žrtvovanja, prezentaciju majanskih seljaka kao izoliranih ljudi koji žive u divljoj šumi, kronološka kompresija klasičnog majanskog razdoblja i onog kasnog postklasičnog.
No, Hansen odgovara: "Znamo da se ratovalo. Postklasično središte Tulum je ograđeni grad; ova nalazišta morala su biti obrambene pozicije. U to vrijeme bilo je velikih astečkih utjecaja. Asteci su bez sumnje bili nemilosrdni u svojim osvajanjima i potrazi za žrtvama, što je praksa koja se prelila u neka majanska područja."
Druga područja za koja je film bio kritiziran zbog netočnosti i uzetih sloboda uključuju scenu u kojoj se Jaguarova Šapa i ostali zarobljenici koriste kao mete za gađanje. Arheolog Jim Brady s Cal Statea u Los Angelesu odgovorio je kako nije čuo da postoje dokazi o takvoj majanskoj praksi, dok Hansen kaže: "Praksa korištenja ovih osoba za mete je realna mogućnost. Ne mogu reći da se nije dogodilo, ali ni da se dogodilo. Gibson je htio neki razlog zašto bi hvatali Rudyja Youngblooda, zašto da krenu na junaka ... Bio je to u potpunosti Melov scenarij - ali je u velikoj mjeri opravdan."

### Dolazak Španjolaca
Prema DVD komentaru s Melom Gibsonom i Farhadom Safiniom, kraj filma je trebao prikazati prvi kontakt između Španjolaca i Maja koji se dogodio 1502. tijekom četvrtog putovanja Kristofora Kolumba.
Antropologinja Traci Arden kritizirala je pojavljivanje španjolske ekspedicije u zadnjih pet minuta priče tvrdeći da su "Španjolci stigli 300 godina nakon što je napušten posljednji grad Maja. Međutim, unatoč kraju gradnje mnogih slavnih postklasičnih središta, kao što su Chichen Itza i Uxmal, oni nisu bili napušteni u vrijeme španjolskog dolaska te je bilo mnogo manjih majanskih gradova kao što su Mayapan, Tiho, Coba, Chetumal, Nito i Tayasal, poznat i kao Petzen Itza koji je preživio do 1697. prije nego što su ga osvojili Španjolci.
Tematsko značenje dolaska Europljana je predmet neslaganja. Kritičarka Apocalypta Traci Arden je napisala da su španjolski došljaci bili kršćanski misionari i da je film "neukusna kolonijalna poruka da su Maje trebali spas jer su bili truli u srži." Drugi se nisu složili s Ardeninim pogledom da su Španjolci portretirani kao spasioci Maja, navodeći dvosmisleni i zloslutni prikaz. Ističu da junak Jaguarova Šapa izabire izbjegavati došljake na kraju filma, a ne zbližavanje s njima te da je mala proročica prorekla dolazak onih koji će "Istrijebiti zemlju. Istrijebiti vas. I na kraju vaš svijet."

### Pomrčina
Prikaz pomrčine sunca je znanstveno netočan. Prikazuje se da traje samo nekoliko sekundi dok mjesec brzo zaklanja sunce, zatim ostaje nepomičan neko vrijeme prije nego što se opet hitro udaljuje. U stvarnosti, dok potpuna pomrčina može kratko trajati, pomrčine traju po nekoliko sati dok se mjesec kreće konstantnom brzinom. U filmu, pomrčinu iste večeri slijedi puni mjesec, što je astronomski nemoguće. Edgar Martin del Campo sa Sveučilišta u Albanyju je istaknuo da su Maje razumijevali astronomiju i ne bi se začudili pred pomrčinom onako kako je to prikazano u filmu.

## Nagrade
Apocalypto je osvojio i bio nominiran za mnoge nagrade. Mel Gibson je za svoju ulogu producenta i redatelja filma osvojio Trustee nagradu organizacije First Americans in the Arts (organizacije američkih Indijanaca koja nagrađuje njihove doprinose u umjetnosti). Gibson je 2. studenog 2006. dobio i nagradu Chairman's Visionary Latino Business Association za svoj rad na Apocalyptu. Na svečanosti, Gibson je rekao kako je film "odličje za čast za latino zajednicu." Dodao je kako će Apocalypto pomoći izbrisati predrasudu da je "povijest počela s Europljanima."

### Pobjede
- Nagrada Društva filmskih kritičara Phoenixa (PFCS) za najbolju fotografiju (2006.) - Dean Semler
- Nagrada Imagen za najboljeg sporednog glumca (2007.) - Gerardo Taracena
- Nagrada Imagen za najbolju sporednu glumicu (2007.) - Dalia Hernandez
- Nagrada Organizacije filmskih kritičara Dallas-Fort Wortha (DFWFCA) za najbolju fotografiju (2006.) - Dean Semler
- Nagrada Organizacije filmskih kritičara Središnjeg Ohija (COFCA) za najbolju fotografiju (2007.) - Dean Semler
- Nagrada organizacije First Americans in the Arts (FAITA) za najboljeg glumca (2007.) - Rudy Youngblood
- Nagrada organizacije First Americans in the Arts (FAITA) za najboljeg sporednog glumca (2007.) - Morris Birdyellowhead
- Zlatna rola Udruge američkih montažera za najbolju montažu zvuka za glazbu u dugometražnom filmu (2007.) - Dick Bernstein, Jim Henrikson

### Nominacije
- BAFTA za najbolji film na neengleskom jeziku (2007.) - Mel Gibson, Bruce Davey
- Key nagrada za najbolji akcijsko-pustolovni poster (2006.)
- Nagrada Američkog društva snimatelja (ASC) za najbolju fotografiju (2007.) - Dean Semler
- Nagrada Društva internetskih filmskih kritičara (OFCS) za najbolju fotografiju (2007.) - Dean Semler
- Nagrada Imagen za najbolji film (2007.)
- Nagrada Saturn za najbolji međunarodni film (2007.)
- Nagrada Saturn za najbolju režiju (2007.) - Mel Gibson
- Nagrada Organizacije filmskih kritičara Chicaga (CFCA) za najbolji film na stranom jeziku (2006.)
- Nagrada Organizacije filmskih kritičara St. Louis Gateway za najbolji film na stranom jeziku (2006.)
- Nagrada Organizacije radijskih i televizijskih kritičara (BFCA) za najbolji film na stranom jeziku (2007.)
- Oscar za najbolju šminku (2007.) - Aldo Signoretti, Vittorio Sodano
- Oscar za najbolju montažu zvuka (2007.) - Sean McCormack, Kami Asgar
- Oscar za najbolji zvuk (2007.) - Kevin O'Connell, Greg P. Russell, Fernando Cámara
- Nagrada Satellite za najbolji film na stranom jeziku (2006.)
- Zlatna rola Udruge američkih filmskih montažera zvuka za najbolju montažu u dugometražnom filmu (2007.) - Sean McCormack, Kami Asgar, Scott G.G. Haller, Jessica Gallavan, Lisa J. Levine, Linda Folk
- Zlatni globus za najbolji film na stranom jeziku (2007.)

## Glumci
- Rudy Youngblood - Jaguarova Šapa
- Dalia Hernández - Sedam
- Jonathan Brewer - Tupi
- Morris Birdyellowhead - Kremeno Nebo
- Carlos Emilio Báez - Kornjača Koja Trči
- Amílcar Ramírez - Kovrčasti Nos
- Israel Contreras - Dimna Žaba
- Israel Ríos - Kakaov List
- María Isabel Díaz - Maćeha
- Iazúa Laríos - Nebeski Cvijet
- Raoul Trujillo - Zero Wolf
- Gerardo Taracena - Srednje Oko
- Rodolfo Palacios - Zmijska Tinta
- Ariel Galván - Viseća Mahovina
- Bernardo Ruiz Juárez - Pijana Četvorka
- Ricardo Díaz Mendoza - Odrezana Stijena
- Richard Can - Deset Svinja
- Carlos Ramos - Majmunska Usta
- Ammel Rodrigo Mendoza - Škanjčeva Kuka
- Marco Antonio Argueta - Vjetar Koji Govori
- Aquetzali García - Proročica
- María Isidra Hoil - Proročica
- Abel Woolrich - Čovjek koji se smije

## Soundtrack
Soundtrack za Apocalypto skladao je James Horner, skladatelj soundtracka za Titanic, a kojem je to bila treća suradnja s redateljem Melom Gibsonom. Na soundtracku nema tradicionalne orkestralne glazbe nego one skladane na egzotičnim instrumentima s vokalima Rahata Nusrata Fateha Ali Khana.

### Popis pjesama
| Pjesma                                      | Trajanje |
| ------------------------------------------- | -------- |
| 1) From the Forest...                       | 1:55     |
| 2) Tapir Hunt                               | 1:31     |
| 3) The Storyteller's Dreams                 | 3:41     |
| 4) Holcane Attack                           | 9:28     |
| 5) Captives                                 | 3:06     |
| 6) Entering the City with a Future Foretold | 6:05     |
| 7) Sacrificial Procession                   | 3:40     |
| 8) Words Through the Sky - The Eclipse      | 5:11     |
| 9) The Games and Escape                     | 5:15     |
| 10) An Elusive Quarry                       | 2:15     |
| 11) Frog Darts                              | 2:45     |
| 12) No Longer the Hunted                    | 5:50     |
| 13) Civilizations Brought by Sea            | 2:20     |
| 14) To the Forest...                        | 7:41     |
| Ukupno trajanje                             | 60:33    |

## Vanjske poveznice
- Službena stranica
- Službeni traileri
- Apocalypto u internetskoj bazi filmova IMDb-a
- Apocalypto na Rotten Tomatoes
- Recenzije filma  Arhivirana inačica izvorne stranice od 3. ožujka 2007. (Wayback Machine) na Metacriticu